# 热血精灵派
《热血精灵派》是上海淘米网络科技有限公司开发的一款由Adobe Flash Player驱动的网页游戏，它是一款回合制多人对战游戏。

## 运营
此游戏公测时间：2013年12月20日

### 台灣代理
2014年4月9日，台灣淘米科技宣布取得《熱血精靈派》台港澳代理權。18日進行刪檔封測，25日正式開放。
2015年12月4日，台灣淘米宣布，與熱血精靈派代理的協議即將終止，將於2016年1月8日，關閉遊戲伺服器。